# 石川俊介
石川 俊介（いしかわ しゅんすけ、1962年6月22日 - ）は、日本・横浜市出身のベーシスト。
身長172cm。
ロックバンド「聖飢魔II」構成員の一人。ゼノン石川（ゼノン いしかわ、Xenon Ishikawa）と名乗る。聖飢魔II時代の公式なプロフィールによると、「B.D.100036年（紀元前98038年）6月22日生まれ、地獄の貿易港サイド・ビーチ発生の聖飢魔IIの弐代目ベーシスト。敬称は博士・画伯・和尚・書家・豪傑と各構成員の中でも最多だが一般的に和尚と呼ばれている（ミサ中、「いぇ〜い」を連発するため、別名「いぇ〜いのおじさん」とも）。元地獄文化局長」とのことである。正式な称号でも敬称でもないが、デーモン閣下からは「ツノ」、黒柳徹子からは「鬼の方」と呼ばれたこともある（ゼノン石川が頭に角の生えた姿をしていたため）。

## 経歴
アマチュア時代にはかまし連発、チェリーブロッサムなどのバンドを組んでいた。1986年より聖飢魔IIの第2代目ベーシストとしてプロデビュー。聖飢魔IIと同時並行でライデン湯沢とRXを結成。一時精力的に活動していた。
聖飢魔IIとは前身バンド時代からメンバーの交換、両バンド同時所属などの交流がある。また、爆風スランプの江川ほーじんが脱退した際、後任が見つかるまでサポートメンバーとして参加したこともある。
聖飢魔II解散後の2000年以降は石川俊介の名で活動を開始し、結成当時はサポートだった松崎雄一を正式メンバーに加えたRXを再始動するも後に再度活動停止。ただしデーモン閣下のソロ活動におけるバックバンド「黒船バンド」には松崎・雷電と共に参加している。
RXと並行してスタジオ・ミュージシャンとしての活動を始めており、是方博邦やデーモン小暮閣下、T-SQUARE、大橋隆志のサポートなどに参加。2001年、ジミ橋詰（ドラムス）、米川英之（ギター、元C-C-B）、中道勝彦（キーボード）らと『N/Y Funk shot!!』（エヌ・ワイ ファンク ショット）を結成、首都圏を中心に年に数十本に及ぶライブ活動を行っていた。2009年以降、ユニットとしての活動はないが、2011年・2015年・2020年の聖飢魔IIの期間限定再集結に参加している。

## 人物
横浜市立金沢高等学校、多摩美術大学出身（本人によると、卒業はしていないので「出身」ではないとのこと。また、ライデン湯沢が「（ゼノン石川は聖飢魔Ⅱの正式な構成員になる前から）プロを目指して大学を中退した」と語っている。）であり、音楽だけでなく、絵画などもこなす多芸な人物として知られる。習字は苦手だったと語っているが、聖飢魔IIの「日本全国ふるさと総世紀末計画」での47都道府県ミサでは毎回全て異なる書を披露した。写真にも通暁しており、CANTAのアルバム『fraction』ではジャケット撮影を担当している。職歴も異色であり、ミュージックステーションにおいて井戸の調査のアルバイトをしたことがあると紹介された。
聖飢魔II先代ベーシストのゾッド星島とはかなり対照的に、演奏している時は動かざること山の如しと形容され、ミサでのソロタイムなど一部を除きほとんど動かない。性格も非常に穏やかである。1990年8月31日ミュージックステーションでデーモン小暮閣下が消火器を噴射する演出を行った際は間近にいたが、軽くのけぞっただけでほとんど動かず演奏を継続した。スペインへ聖飢魔II海外ミサ（コンサート）を催しに行った際も、現地の子供に「笑顔がステキで親しみやすい」と評判だった。しかし時としてその穏やかな性格を「全然悪魔じゃない」とネタにされることも少なくなかった。
1992年に発売された動画教典（アニメ）『HUMANE SOCIETY 〜人類愛に満ちた社会〜』ではゼノン役で声優出演している。
2005年の期間限定再集結時では背中から巨大な翼が生えた姿となって登場。この姿はミサでルーク篁が「結局あいつは、羽で飛ぶ事は無かったな……。」「あの羽が取れたほうが体が軽いそうだ。」と笑いのネタにしていた。2000年以降は聖飢魔II再集結時を除き、ウルトラマンと同化していた頃の記憶がない「ハヤタ隊員のように」「悪魔であった時の記憶が無い」「ゼノンは地獄へ帰ったので、今は人間」などと述べている。2013年現在、元聖飢魔II最終構成員のうちでは唯一本名で活動している。

## 機材
- ATELIER Z MZ-CUSTOM5[4]
- ATELIER Z S-295[5]
- アギュラー AG500[6]
- アギュラー GS410[6]
- ラジアル製DIボックス J48[6]
- フォデラ　プリアンプ　Model 2006[6]
- インフィニティ　ABボックス[6]
- インフィニティ Bass Flogger[6]
- EBS Dynaverb[6]
- BOSS TU-12H[6]
- グヤトーン AC-105[6]
- ベルデン 9395[6]

## ディスコグラフィ

### 聖飢魔II
詳細は聖飢魔IIのディスコグラフィ（1986年11月以降）を参照
- 地獄より愛をこめて（1986年）
- BIG TIME CHANGES（1987年）
- THE OUTER MISSION（1988年）
- 有害（1990年）
- 恐怖のレストラン（1992年）
- PONK!!（1994年）
- メフィストフェレスの肖像（1996年）
- NEWS（1997年）
- MOVE（1998年）
- LIVING LEGEND（1999年）
- BLOODIEST（2022年）

### RX
詳細はRXのディスコグラフィを参照
- CHEMICAL REACTION（1991年）
- Rare 'Xtra（1994年）
- Zeitmesser（2000年）
- Elements（2001年）
- KISS OF LIFE（2002年）
- Heliosphere（2013年）

### ゼノン石川
- ムッシュかまやつ『ザ・スパイダース・カバーズ』（1989年）
- 小暮伝衛門『好色萬聲男』（1990年）
- 五島良子『LOVE & LAW』（1990年）
- ルーク篁『篁』（1991年）
- エース清水『TIME AXIS』（1993年）
- Be-B『Be-BII』（1995年）
- デーモン小暮『DEMON AS BAD MAN』（1995年）
- ダミアン浜田『照魔鏡』（1996年）
- 山田まりや『Chou a la creme』（1997年）
- So What?『努』（1997年）
- オリジナル・アニメ・サウンドトラック『B'T X NEO』（1997年）
- 『祭囃子ゲーム・トリビュート』（1998年）
- ライデン湯沢『ドラマー・パーフェクト・ガイド ジョン・ボーナム』（1998年）

### 石川俊介
- Otoha『Otoha CD Volume1』（2002年）
- 是方博邦『DANCER』（2002年）
- デーモン小暮『WHEN THE FUTURE LOVES THE PAST 〜未来が過去を愛するとき〜』（2003年）
- 『"GREEN" A TRIBUTE TO YUTAKA OZAKI』（2004年）
- 『TVアニメ 勇午 〜交渉人〜 オリジナルサウンドトラック』（2004年）
- 田川伸治『GLOBAL GROOVE』（2004年）
- 樽木栄一郎『PUZZLE』（2004年）
- 榊原大『As for You』（2004年）
- 『CASSHERN ORIGINAL SOUNDTRACK - Complete Edition [Soundtrack]』（2004年）
- 大橋隆志『ROCK 'N' ROLL』（2005年）
- N/Y Funk shot!!
  - 『LIVE ZERO』（2006年）
  - 『Out Of Border』（2007年）
- 横濱トリオ『AAA LIVE!@Hey-JOE '07』（2007年）
- 石井一孝『同じ傘の下で』（2008年）